# Tom Perkins
Pour les articles homonymes, voir Perkins.
Thomas James Perkins (né le 7 janvier 1932 à Oak Park en Illinois et mort le 7 juin 2016 à Tiburon en Californie) est un homme d'affaires américain multimillionnaire, notamment cocréateur de la société Kleiner Perkins Caufield & Byers.
Tom Perkins lança en 2006 le Maltese Falcon un voilier de luxe de 88m de long. Il fait partie des cinq plus gros voiliers du monde.

## Biographie
Tom Perkins est né le 7 janvier 1932 dans l’Illinois (États-Unis).

## Publications
- (en) Classic Supercharged Sports Cars, 1984  (ISBN 0-9612268-0-3)
- (en) Sex and the Single Zillionaire, 2006  (ISBN 0-06-085167-8)
- (en) Valley Boy: The Education of Tom Perkins., 2007  (ISBN 1-59-240313-1)
- (en) Mine's Bigger: The Extraordinary Tale of the World's Greatest Sailboat and the Silicon Valley Tycoon Who Built It, 2007.